# Louis Link

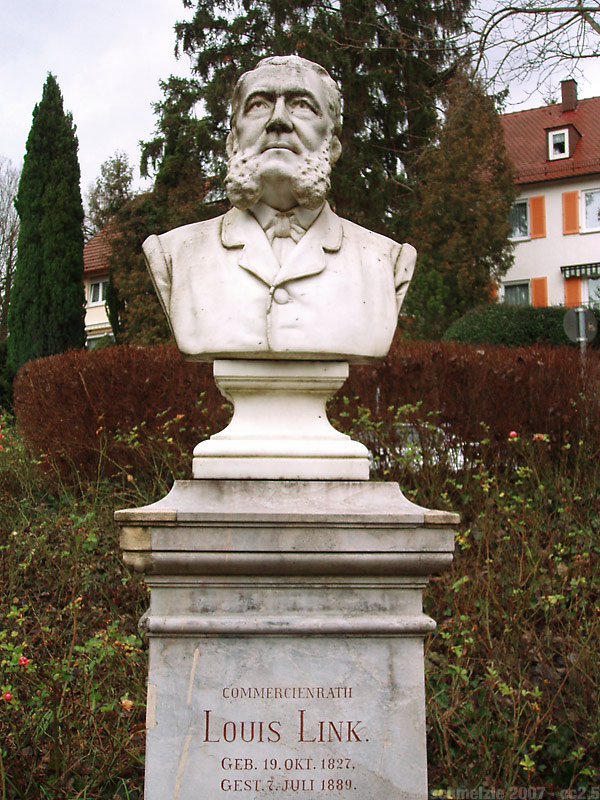
Louis-Link-Büste in Heilbronn

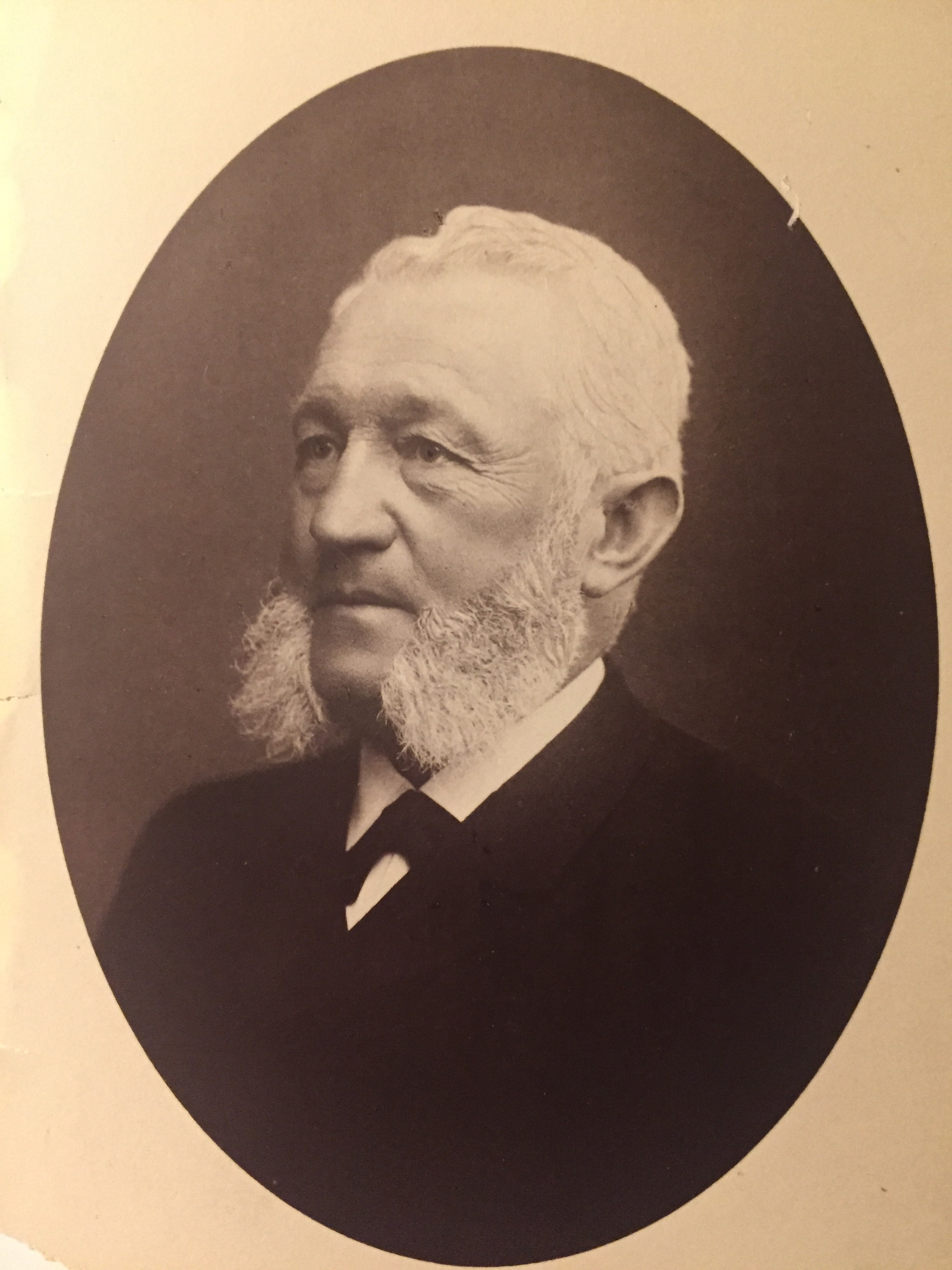
Portraitaufnahme von Louis Link

Ludwig Link, genannt Louis Link, (* 19. Oktober 1827 in Lauffen am Neckar; † 7. Juli 1889 in Heilbronn) war ein deutscher Kaufmann und Unternehmer in Heilbronn.

## Leben
Im Alter von 14 Jahren begann Link eine kaufmännische Lehre bei der Firma Köber in Heilbronn und war danach in Stuttgart und Duisburg tätig, bevor er 1853 Pauline Münzing heiratete. Daraufhin wurde er Teilhaber des Heilbronner Unternehmens Münzing, das 1830 von seinem Schwiegervater Friedrich Michael Münzing (1807–1879) gegründet worden war.
Links Kinder heiraten in angesehene Heilbronner Familien ein: Sohn Ludwig Link jr. (1856–1934) heiratete Martha Meißner, Tochter Bertha Emilie (1859–1918) den Heilbronner Stadtarzt Alfred Schliz, Tochter Emma den Kaufmann Rudolf Sperling und Tochter Johanna (1870–1947) den Unternehmer Peter Bruckmann.
Link war langjähriges Gemeinderatsmitglied in Heilbronn, Aufsichtsratsmitglied verschiedener Unternehmen und Vorsitzender des Württembergischen Handelsvereins. Er war Vorstand der Aktiengesellschaft „Ketten-Schleppschifffahrt auf dem Neckar“ und wurde bei Aufnahme des Ketten-Schleppschifffahrtsbetriebs 1878 mit dem Ehrentitel eines (königlich württembergischen) Kommerzienrats ausgezeichnet. 1881 ließ er das 1871 erbaute Haus Cäcilienstraße 51 in Heilbronn zur Villa Link umbauen.

## Würdigung
Seine Nachkommen gründeten in seinem Gedenken die Link’sche Familienstiftung, aus der das heutige städtische Alten- und Pflegeheim Heilbronn Katharinenstift hervorgegangen ist. Nach Louis Link ist außerdem seit 1921 die Linkstraße in Heilbronn benannt.